# 乃木坂

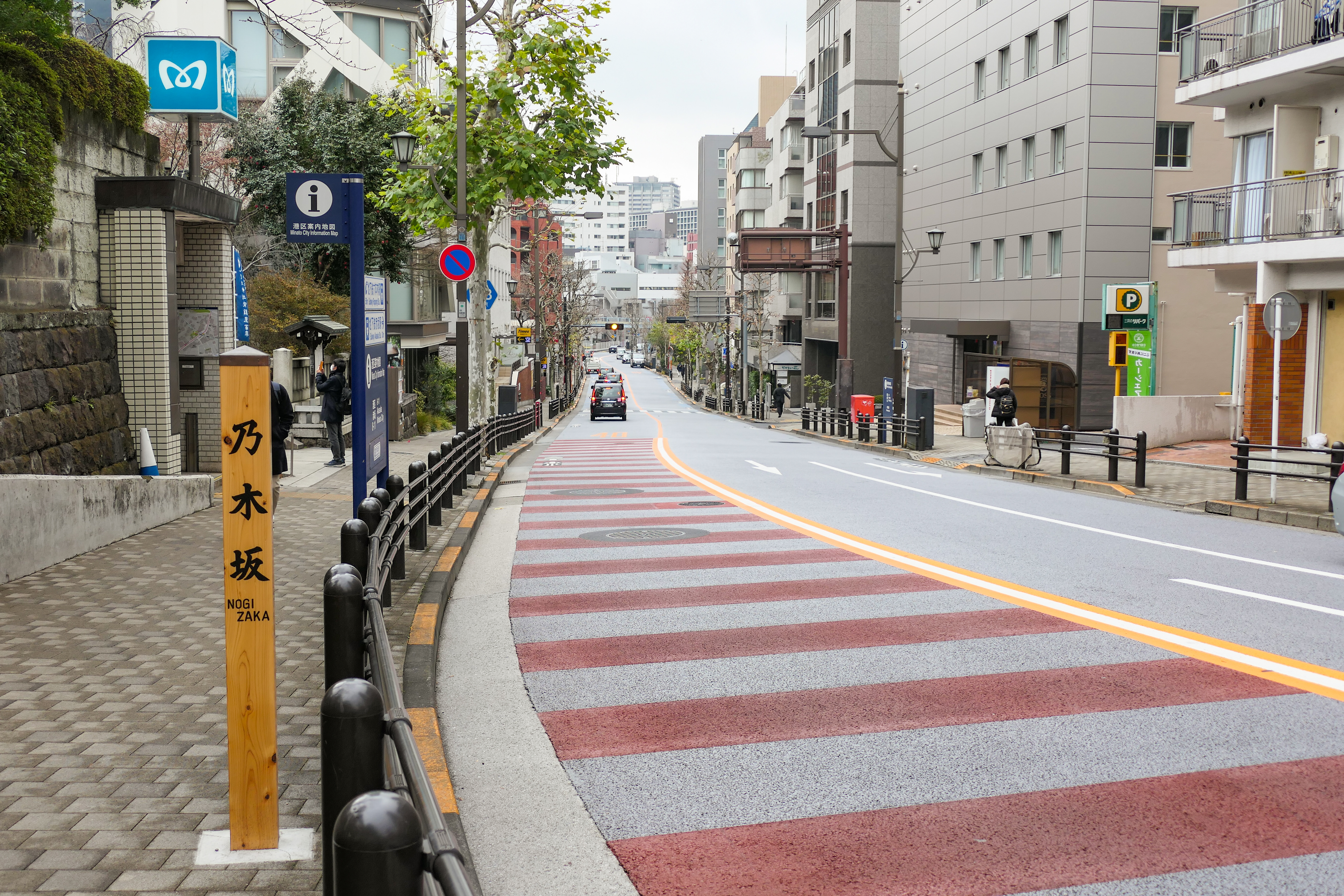
乃木坂（赤坂通り）

乃木坂（のぎざか）は、東京都港区の赤坂八丁目と九丁目の境、乃木神社前を西へ外苑東通りへと上る坂である。乃木坂の名称は、この坂や東京メトロ千代田線・乃木坂駅周辺の汎称地名として使われる。

## 概要

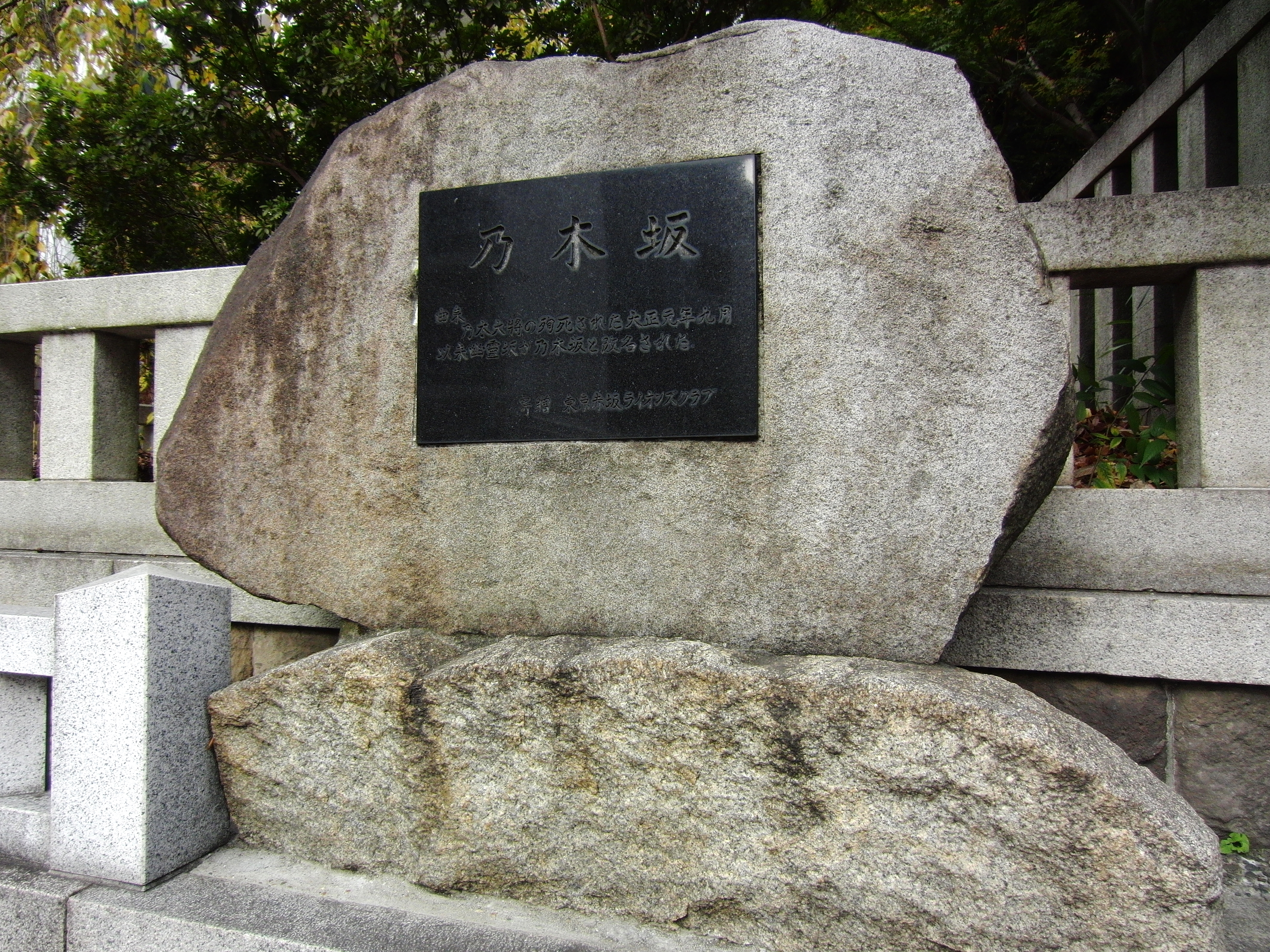
名前の由来を記した石碑

江戸時代には幽霊坂と呼ばれていた。また、「行合坂」、「膝折坂」とも呼ばれた。南側には麻布今井町、通称赤坂今井谷があり、北側は上から今井町、周防岩国藩吉川家下屋敷、交代寄合松平家下屋敷、青山組屋敷と続いた。幕末に松平家下屋敷は越後長岡藩牧野家下屋敷となった。明治以降、北側が赤坂新坂町、南側が赤坂檜町。赤坂一帯には軍関係の施設が点在したため、当地域にも軍人が移り住み、その中に乃木希典もいた。
乃木坂の名は1912年（大正元年）9月、大日本帝国陸軍の重鎮で、学習院院長であった乃木希典大将の殉死を悼み、赤坂区議会が改名を議決したことに由来する。
さらにその周辺の地域も乃木坂と呼ぶようになり、1972年（昭和47年）10月20日に開業した営団地下鉄（現・東京メトロ）千代田線の駅が乃木坂駅と命名されたことにより、地域名として一般化した。
乃木坂という住所表記上の地名はなく、その範囲について正確な定義はないが、概ね赤坂八・九丁目、南青山一丁目、六本木七丁目の一部、外苑東通りと赤坂通りの乃木坂陸橋交差点を中心に、北は山王病院、東は赤坂小前の交差点、西は乃木坂駅の西端、南は東京ミッドタウン西の交差点を結んだ四辺形の中とされ、この地域に乃木坂の名を冠した施設や建物が多く見られる。

## 地域・周辺の主な施設
- 乃木神社
- 乃木公園
- 乃木会館
- 乃木坂駅
- 外苑東通り
- 赤坂通り（東京都道413号赤坂杉並線）
- 港区立赤坂小学校
- 港区立赤坂中学校
- 山王病院
- 心臓血管研究所付属病院
- 国立新美術館
- 日本学術会議
- 衆議院副議長公邸
- 衆議院青山議員宿舎
- SMILE-UP.（旧：ジャニーズ事務所）本社ビル
  - ソニー・ミュージックスタジオ
- 赤坂プレスセンター
- 東京ミッドタウン
  - ミッドタウン・タワー

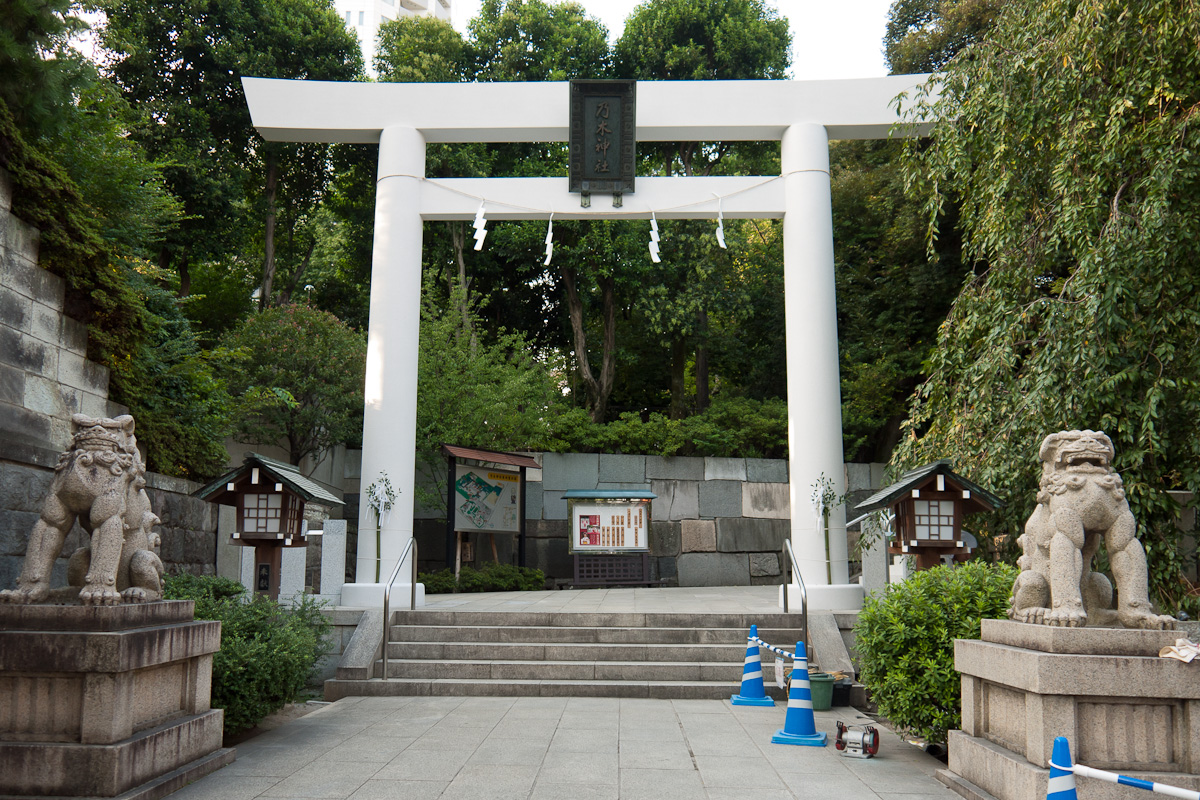
乃木神社
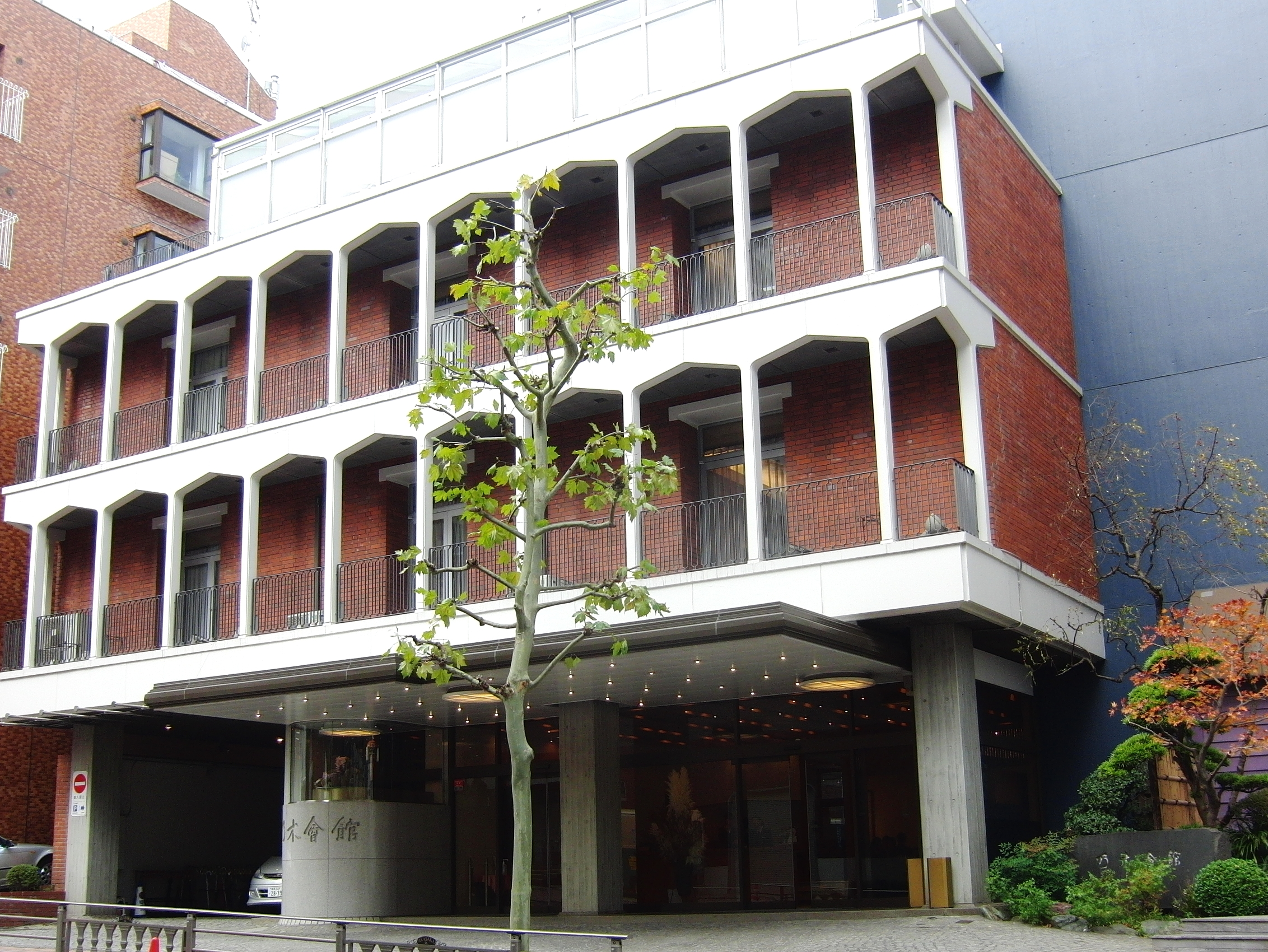
乃木会館
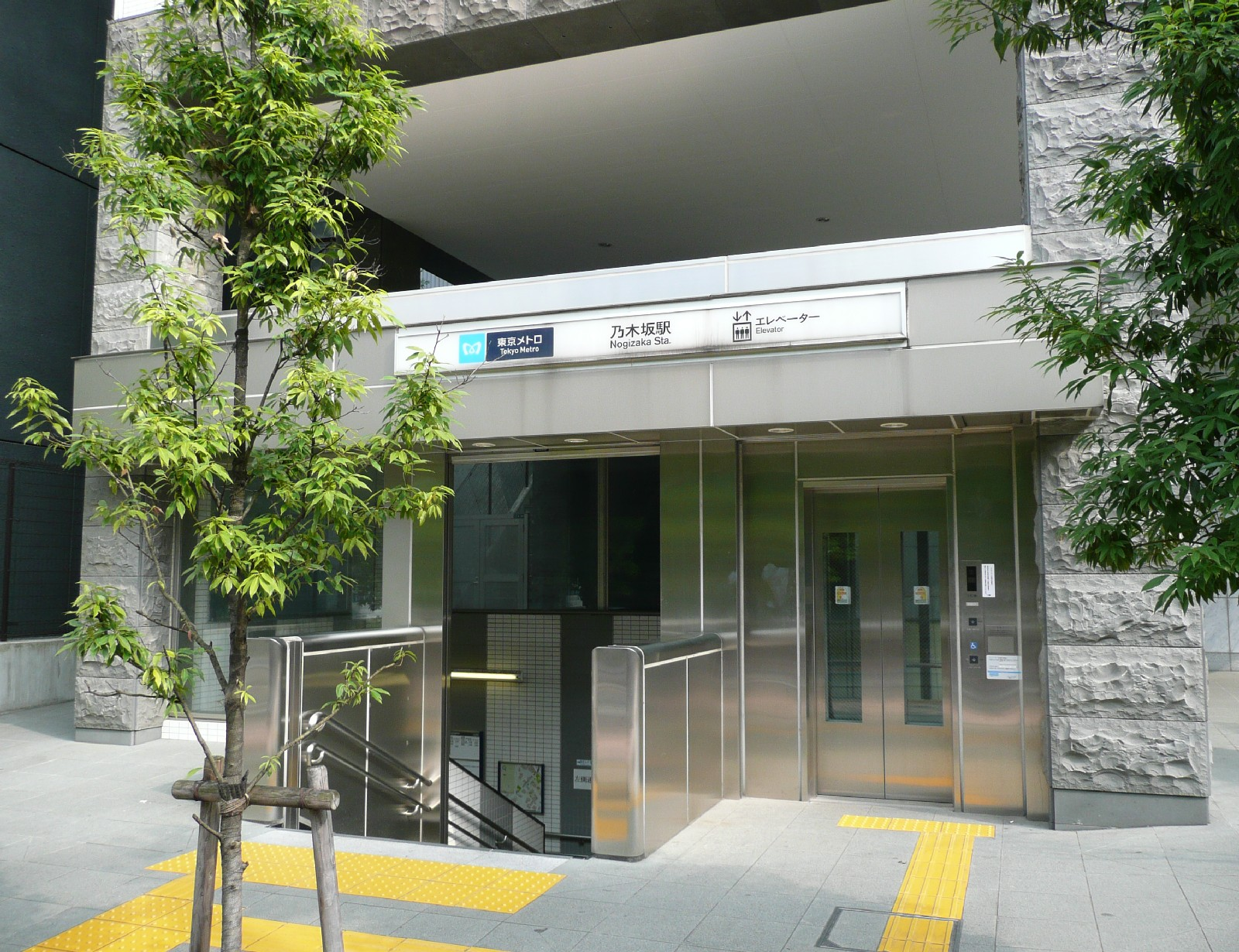
乃木坂駅2番出入口
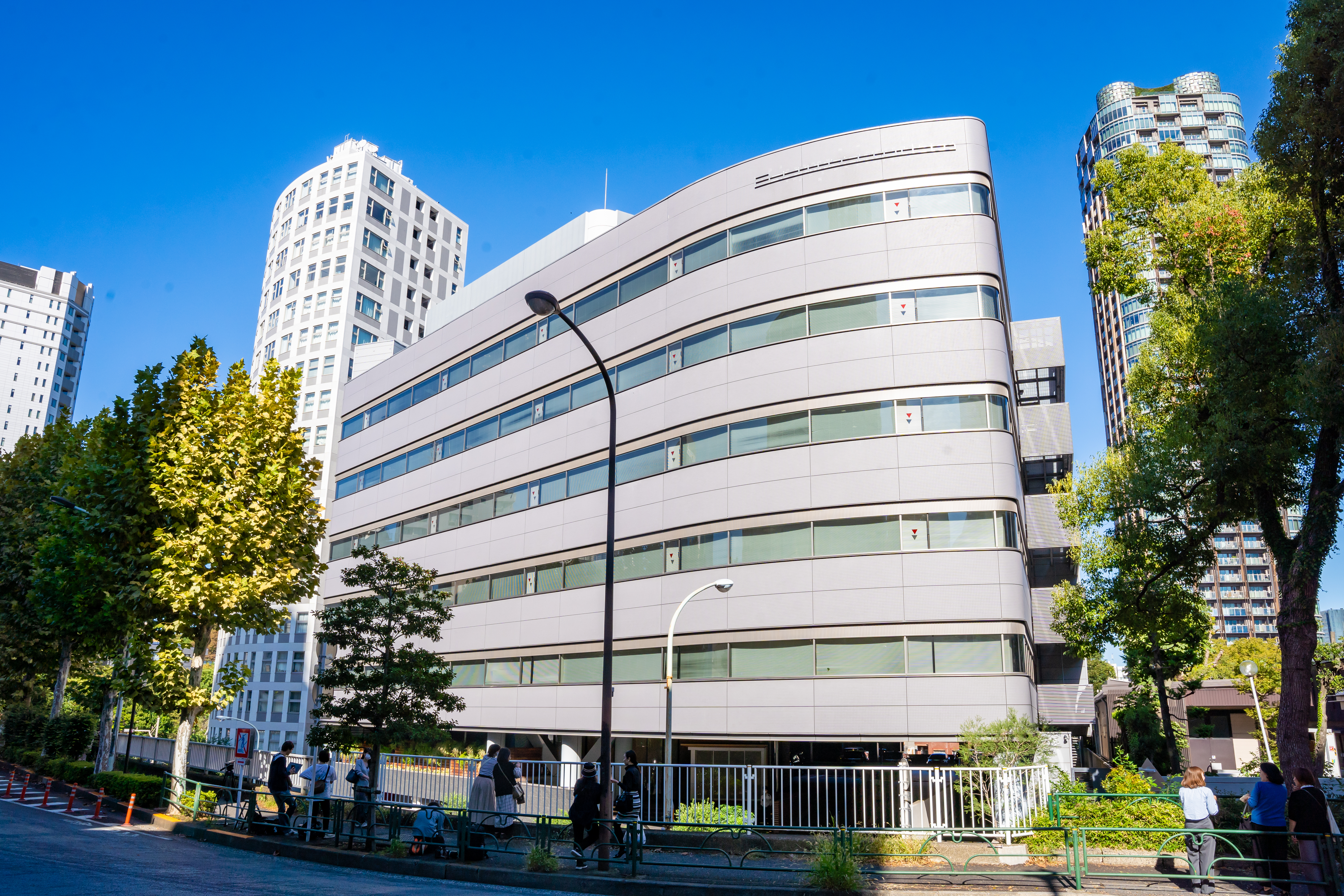
SMILE-UP.（旧：ジャニーズ事務所）本社ビル